# Impacto de cabezales

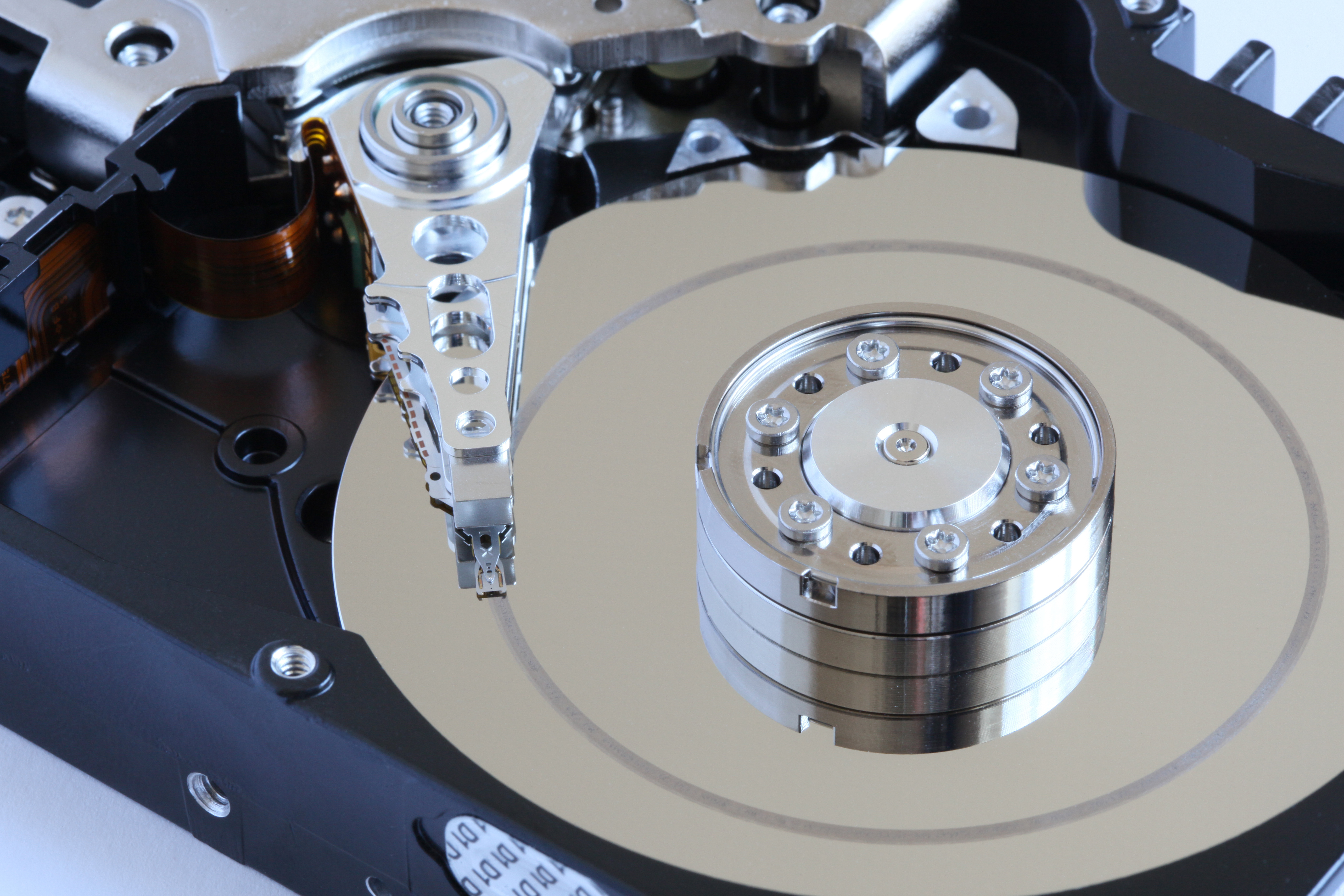
Impacto de cabezal en una unidad de disco duro moderno.

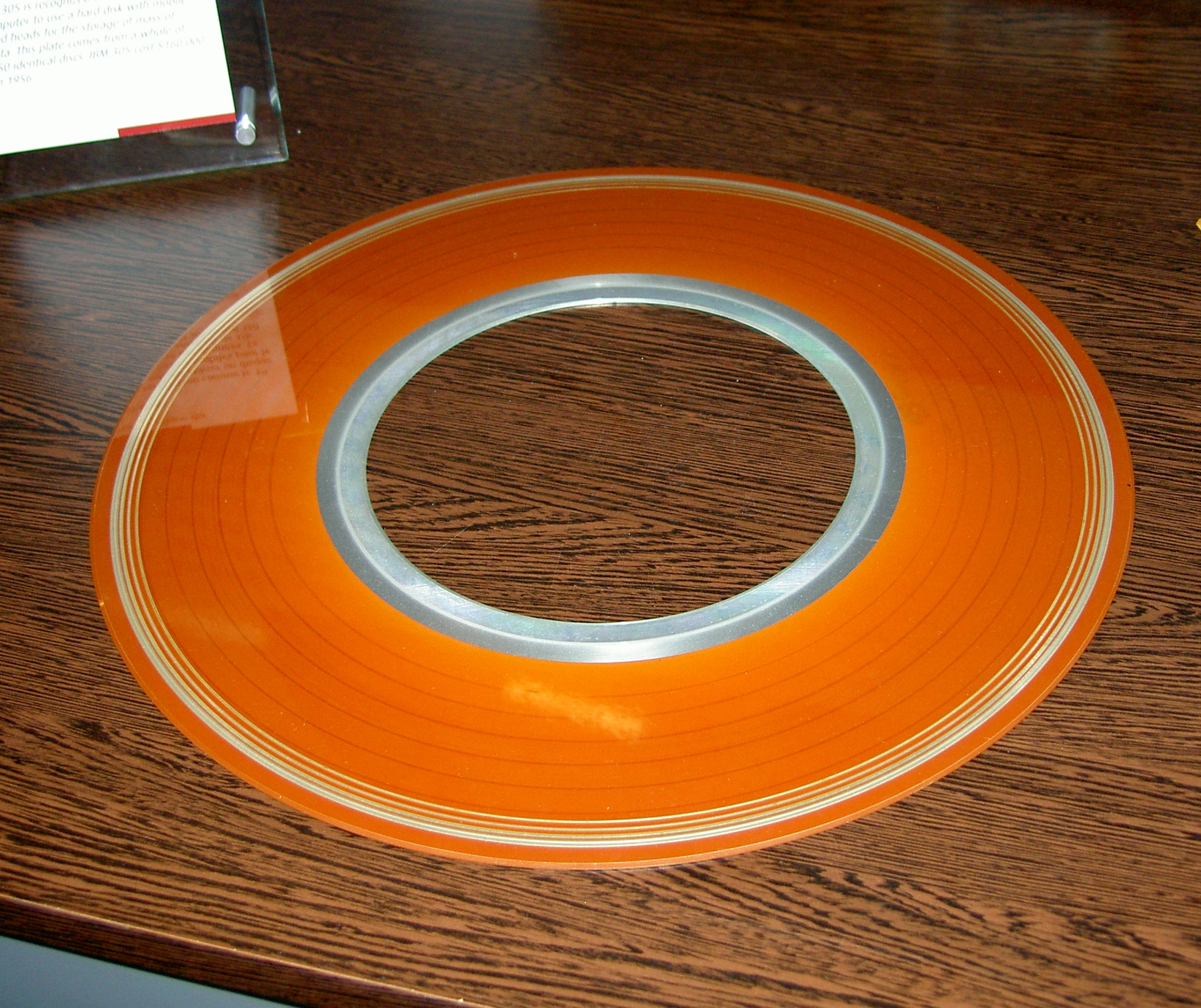
Daños del impacto del cabezal en un disco duro IBM RAMAC.

El impacto de cabezales, comúnmente conocido por el término inglés head crash, es un error común en los discos duros, que se origina en la unidad de disco duro cuando los cabezales de lectura y escritura tocan los platos del disco duro fuera de la zona de aparcamiento de las cabezas, siendo el resultado de este toque o golpe un daño fatal e irreversible de la superficie magnética de los platos de la unidad de disco duro.
Normalmente, para evitar las rozaduras en los platos, las cabezas flotan sobre la superficie de los platos, de modo que siempre fluya una pequeña capa de aire entre las cabezas y los platos, aunque algunos discos utilizan una pequeña capa de líquido. 
La mayoría de discos contienen una película protectora de teflón en la superficie de los platos para minimizar en lo posible los pequeños daños que pudieran darse sobre la superficie del disco, ya que el teflón actuaría como lubricante. Justo debajo de esta capa protectora también suele encontrase una capa de compuestos carbónicos. Estas dos capas actúan como protectoras de la capa magnética del plato (área de almacenamiento de los datos) de un posible toque o golpe de las cabezas de lectura/escritura sobre los platos. 
El problema denominado head crash suele iniciarse debido a una pequeña partícula de polvo, suciedad, o cualquier residuo propio de la unidad de disco duro que puede causar que las cabezas de lectura/escritura salten al encontrar en su recorrido esta partícula, haciendo que en este salto se genere un golpe sobre los platos y debido al movimiento giratorio de los platos se genere una ralladura o arañazo circular sobre los platos que dañe la superficie de los mismos, de modo que afecte a los datos, ya que la superficie magnética que contenía los datos se ve severamente dañada. 
Un impacto de cabezales también puede suceder cuando se mueve bruscamente la unidad de disco duro o cuando sufre un golpe. Para evitar esta situación algunos disco modernos incorporan mecanismos que detectan los movimientos bruscos intentando apartar las cabezas de la zona de datos para evitar daños sobre la superficie de los mismos y que no se produzca este problema.